# Oeuvre van Isaac Asimov
Dit artikel bevat een Lijst van de werken van Isaac Asimov, waarbij de werken zijn opgenomen onder hun Nederlandse titel.

## Sciencefiction

### Foundation-reeks
- De foundation
- De foundation en het imperium
- De tweede foundation
- Hoeksteen van de foundation
- De foundation en de aarde
- Prelude op de foundation
- De foundation voorwaarts

### Galactisch Imperium-reeks
In chronologische volgorde bestaat de Galactic Empire-serie uit:
- Een oceaan van sterren (The Stars, Like Dust) (1951)
- Spionage in de ruimte (The Currents of Space) (1952)
- Tussen twee voetstappen (Pebble in the Sky) (1950), Asimovs eerste roman
- Doodlopende straat (Blind Alley) (1945), een kort verhaal dat zich afspeelt tussen de Robot- en Foundation-series. Is verschenen in de verhalenbundel De rode koningin.

### Robot-reeks
- De stalen holen
- De blote zon
- De robots van de dageraad
- Robots en imperium
- De robotmoorden - bundel
- De robotromans - bundel

#### Verhalenbundels
- De totale robot
- Ik, robot
- De komst van de robots
- Een robot droomt

### Robot City
- Odyssee
- Moordzaken
- Cyborg
- Wonderkind
- Vluchtwegen
- Perihelion

### Andere romans
- Het einde van de eeuwigheid
- Reisdoel: menselijk brein
- Zelfs de goden (ook gekend als De goden zelf)
- Een man alleen
- Piraten van de asteroïden
- De grote zon van Mercurius
- Nemesis

### Bundels
- Sciencefictionverhalen 3 (Prisma)
- Verhalen uit de toekomst
- De sprekende steen
- Broedt daar een mens?
- Het fopaas
- Een mooie dag voor een wandeling
- De dreiging van Callisto
- Het superneutron
- De rode koningin
- Vreemdeling in het paradijs
- Het kosmisch biljart
- Zonsondergang en andere verhalen
- Goud

### Detectiveverhalen
- De zwarte weduwnaars
- Opnieuw de zwarte weduwnaars
- Het dossier van de zwarte weduwnaars
- Dood in het lab

### Samen metRobert Silverberg
- Ondergang (Nightfall, 1990)
- Proefkind (Child in Time, 1991)
- Positronisch brein (The Bicentennial Man, 1992)

## Nonfiction
- De wondere wereld der atomen
- De moderne natuurwetenschappen 1
- De moderne natuurwetenschappen 2
- De moderne natuurwetenschappen 3
- De moderne natuurwetenschappen 4
- Kansspelen in de natuur
- Zwarte gaten, het einde van het heelal?
- Explosies in het heelal
- Buitenaardse beschavingen
- De drempel van het onbekende
- Fatale wereldrampen
- Morgen
- De komeet van Halley
- De Romeinse republiek